# ألبرت بورمان
ألبرت بورمان (بالألمانية: Albert Bormann) هو سياسي ألماني، ولد في 2 سبتمبر 1902 في هلبرشتات في ألمانيا، وتوفي في 8 أبريل 1989 في ميونخ في ألمانيا. حزبياً، نشط في الحزب النازي. وقد انتخب عضو مجلس النواب الألماني من ألمانيا النازية.